# 紹斯韋斯特 (印地安納州)
紹斯韋斯特（英語：Southwest）是位於美國印地安納州埃爾克哈特縣的一個非建制地區。該地的面積和人口皆未知。